# Ślimak łąkowy
Ślimak łąkowy (Pseudotrichia rubiginosa) – gatunek ślimaka trzonkoocznego z rodziny Hygromiidae, wcześniej zaliczany do ślimakowatych (Helicidae).

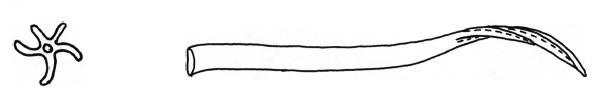
Strzałka miłosna ślimaka łąkowego

Jest to mały ślimak, którego średnica muszli wynosi od 6 do 8 mm. Muszla ma niskostożkowatą skrętkę, często bywa obwiedziona białym spiralnym paskiem i pokryta u żywych zwierząt delikatnymi włoskami, które po śmierci zwierzęcia odpadają. Barwa muszli jest brązowa do brunatnej, otwór ostro zakończony.
Gatunek ten występuje w Europie – od Belgii, Holandii i Niemiec na wschód po europejską część Rosji i na południe po Bułgarię; izolowane stanowiska we Francji, Wielkiej Brytanii, Włoszech, Finlandii oraz na szwedzkich wyspach na Bałtyku.
Ślimak łąkowy występuje na całym obszarze Polski, oprócz Karpat i Sudetów. Żyje na wilgotnych łąkach, w zaroślach nad brzegami wód i na bagnach.